# الوحدة (مودية)

تعديل مصدري - تعديل

الوحدة هي إحدى قرى عزلة مودية بمديرية مودية التابعة لمحافظة أبين، بلغ تعداد سكانها 209 نسمة حسب تعداد اليمن لعام 2004.